# Moord op Eros
De moord op Eros is een juridische zaak aangaande de gewelddadige dood van Eros (2018–1 januari 2024), een zwerfkat in Istanboel, Turkije. Eros' dood en de daaropvolgende juridische procedures jegens zijn moordenaar veroorzaakten publieke verontwaardiging in Turkije, waar zwerfkatten voor veel mensen belangrijk zijn.

## Wettelijke context
Tot begin jaren 2020 bestond in Turkije geen wet op dierenbescherming en werd er onderscheid gemaakt tussen huisdieren en zwerfdieren. Veroordeling voor dierenmishandeling waren tot die tijd beperkt tot geldboetes. De dierenmishandelingwet werd in 2021 aangenomen, waarbij misdaden tegen huis- en zwerfdieren tot vier jaar gevangenis bestraft kunnen worden. Deze maximumstraf is sindsdien door een rechter in Seferihisar opgelegd aan een man die een hond in zijn hok levend had verbrand.
Vrijheidsstraffen in het kader van deze wet waren ten tijde van de moord op Eros desalniettemin nog geen vanzelfsprekendheid. De Turkse minister van justitie gaf toen dan ook aan dat er nog gewerkt werd aan een wettelijke regeling met een balans tussen de bescherming van dieren enerzijds en menselijke gezondheid anderzijds. Hierbij zou ook gekeken worden naar de maatschappelijke impact van straffeloosheid en voorwaardelijke vrijlating.

## De moord en de rechtsgang

### Moord
Eros was een Cyperse kat in Başakşehir, Istanboel, dat door de mensen in de buurt verzorgd werd. Het dier kreeg zijn naam vanwege zijn aanhankelijke en vriendelijke aard. Het werd op 1 januari 2024 in de lift van het appartementencomplex geconfronteerd met een persoon die zonder aanleiding begon te schoppen. Ondanks vluchtpogingen ontkwam de kat het geweld niet en stierf na zes minuten marteling. Het incident was vastgelegd door beveiligingscamera's in het gebouw. De dader Ibrahim Keloğlan werd op basis van deze beelden aangeklaagd.

### Rechtszaak
In de aanklacht opgesteld door het Openbaar Ministerie werd de verdachte beschuldigd van het vergrijp van opzettelijke dood van een huisdier, met een mogelijke straf van zes maanden tot vier jaar. Tijdens de zitting op 8 februari 2024 in de rechtbank van Küçükçekmece werd de verdachte veroordeeld voor een straf van één jaar en drie maanden. De verdachte profiteerde echter van strafvermindering wegens goed gedrag, en de rechtbank stelde vervolgens het aangepaste vonnis uit, waardoor Kelanoğlu per direct op vrije voeten kwam.

### Protesten
Hierop organiseerden dierenrechtenactivisten nationale protesten via sociale media. Het Openbaar Ministerie en het Dierenrechten-centrum van de Orde van Advocaten van Istanbul kondigden aan dat ze in beroep zouden gaan tegen het vonnis en de zaak zouden voorleggen aan een hogere rechtbank. De eerste collectieve reactie op de dood van Eros kwam van de bewoners van het complex waar het incident plaatsgevonden had. Zij protesteerden tegen de vrijlating van de dader en eisten zijn vertrek uit het pand. Tot dat doel werd tevens een handtekeningenactie gestart.
Activisten organiseerden demonstraties in Ankara, Antalya, Hatay, Istanboel en Izmir, gedurende welke gevangenisstraf voor Keloğlan; afschaffing van strafvermindering voor misdaden tegen dieren; en het afschaffen van strafverminderingen geëist werd. Het initiatief kreeg steun van onder andere het Dierenrechtencentrum van de Orde van Advocaten in de hoofdstad.

### Beroepszaak
Ook de Turkse regering gaf blijk van haar afkeuring over de gang van zaken. Na een telefoontje van president Erdoğan benadrukte de minister van Justitie dat "het recht op leven van elk levend wezen heilig is" en na het beroep van een lokale aanklager werd door de strafrechtbank een nieuw proces gestart tegen Keloğlan.
Volgens de uitspraak op 13 februari 2024 werd de straf verhoogd naar twee jaar en zes maanden, met vermindering voor goed gedrag. Tevens werd de veroordeelde een reisverbod opgelegd. Er volgde echter geen opdracht de veroordeelde in hechtenis te nemen. Op de uitspraak werd gemengd gereageerd, waarbij een dierenrechtengroep aankondigde wederom in beroep te gaan met de eis dat de veroordeelde de maximale straf van vier jaar gevangenis krijgt.